# Moritz Julius Bonn
Moritz Julius Bonn (* 28. Juni 1873 in Frankfurt am Main; † 25. Januar 1965 in London) war ein deutsch-britischer Nationalökonom.

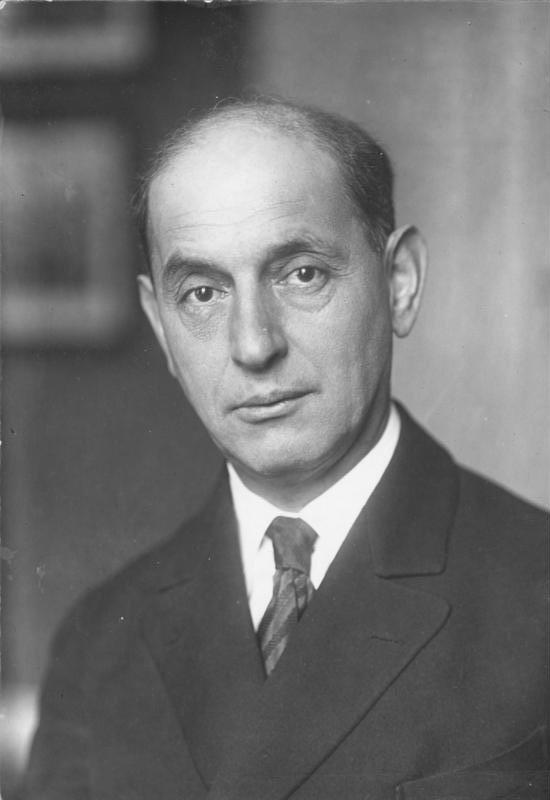
Moritz Julius Bonn

## Familie
Die jüdische Familie Bonn lebte vierhundert Jahre lang in Frankfurt – im Jahr 1939 musste ihr letzter Nachkomme die Stadt verlassen. Der Stammvater Aaron Jacob Bonn zum Hirschen starb 1556. Sein Nachkomme Aron Bonn, Vorsteher der jüdischen Gemeinde, bewohnte in der Frankfurter Judengasse das Haus Zum fröhlichen Mann. Außerdem verfügte er über einen Schlüssel für das Tor, welches das Getto von der Stadt trennte.
Der Großvater Baruch Bonn (1810–1878) gründete Anfang der 1830er Jahre eine Bank. Drei seiner vier Söhne waren ebenfalls im Bankgewerbe tätig: Philipp Bonn war Bankier und Mitglied der Handelskammer in Frankfurt, Wilhelm Bonn war erst Chef des Bankhauses “Speyer & Co.” in New York, dann Teilhaber des Bankhauses Lazard Speyer-Ellissen in Frankfurt am Main; Leopold Bonn arbeitete für die Schwesterbank „Speyer Brothers“ in London. Der Vater von Moritz Julius Bonn, dem letzten Nachkommen dieser jüdischen Familie, starb im Februar 1877. Seine Frau (* 1847) gebar wenige Monate nach dem Tode ihres Mannes ein Mädchen. Die einzige Schwester von Moritz Julius Bonn war mit dem Maler Giulio Aristide Sartorio (1860–1932) verheiratet.
Der jüdische Familienstamm mütterlicherseits – er führte bis 1813 den Namen Wolf und danach den Namen Brunner – war seit 1685 in Vorarlberg im Dorf Sulz, seit 1745 in Hohenems ansässig, wo ab 1909 die vormalige Israelitengasse als Brunnerstraße den Namen der Familie trug. Jakob Brunner, der älteste Sohn des mütterlichen Großvaters Heinrich Brunner (1784–1867), begründete in Triest einen Baumwollhandel. Der Sohn Marco Brunner († 1888), verheiratet mit einer Bozenerin und Großvater von Moritz Julius Bonn, verlegte nach einem Triester Aufenthalt seine Geschäftstätigkeit nach St. Gallen (Schweiz) und seinen Wohnort zurück nach Hohenems. Hier hielt sich der junge Moritz Julius Bonn immer wieder während seiner Sommerferien auf.

## Leben
Bonn wurde in der Hanauer Landstraße 45 geboren und verbrachte seine Kindheit und Schulzeit in Frankfurt. Sein Vater war Julius Philipp Bonn (1840–1877), die Mutter Elise Bonn, geborene Brunner (1848–1923). Im Jahr 1876 lebte die Familie jedoch aus geschäftlichen Gründen ein Jahr lang in London. Bonns Vater starb noch vor seinem fünften Geburtstag. Seine Schwester Julie Betty kam kurz danach zur Welt. Nach dem Tod ihres Vaters Marco Brunner erbaute die Witwe Bonn aus dem Erbe nach 1890 ein Wohnhaus in der Feldbergstraße 33 in Frankfurt am Main. Nach dem Besuch des Philanthropins und später des Städtischen Gymnasiums studierte Bonn zunächst zwei Semester lang die Geschichte der Philosophie bei Kuno Fischer an der Universität Heidelberg. Anschließend hörte er Vorlesungen bei Karl Knies, einem Anhänger der Historischen Schule der Nationalökonomie. Bonn wechselte 1893 endgültig zur Nationalökonomie und studierte bei Lujo Brentano an der Universität München, wo er 1895 mit der Dissertation Spaniens Niedergang während der Preisrevolution des 16. Jahrhunderts zum Doktor rer. pol. promoviert wurde.
Auf Empfehlung von Brentano und kurz vor der Promotion hatte Bonn ein Semester bei Carl Menger an der Wiener Universität angeschlossen. Über die Mitgliedschaft in der Sozialwissenschaftlichen Studentenvereinigung lernte Bonn den Politiker Engelbert Pernerstorfer kennen, der zu seinem Mentor wurde. Nach der Promotion absolvierte Bonn das Wintersemester 1895/96 bei Max Weber an der Universität Freiburg.
Von Mai 1896 bis 1898 studierte Bonn an der im selben Jahr eröffneten London School of Economics and Political Science. In dieser Zeit begann er seine intensiven ökonomischen und historischen Forschungen zur englischen Kolonisation in Irland. In den Jahren 1904/05 hielt sich Bonn in Italien auf, wo er die Engländerin Theresa Cubitt kennenlernte, die er 1905 in London heiratete.
In München habilitierte sich Bonn 1905 mit der Schrift Die englische Kolonisation in Irland. Nach einer kurzen Tätigkeit als Privatdozent ging er 1906 – gemeinsam mit seiner Frau – für ein Jahr nach Südafrika, um die Durchdringung einer Eingeborenenwirtschaft durch den westlichen Kapitalismus zu studieren. Im Januar 1907 machte das Ehepaar Bonn in der englischen Kapkolonie die Bekanntschaft von Philipp Kerr. Im selben Jahr reiste es weiter nach Deutsch-Südwestafrika.
Im Herbst 1910 eröffnete Bonn – inzwischen zum außerordentlichen Professor ernannt – als Direktor die Handelshochschule, einer Gründung der Stadt München und der Handelskammer. (Die Schule wurde 1922 als Technisch-Wirtschaftliches Institut in die Technische Universität München integriert.) Im Sommer 1913 erregte Bonn innerhalb der Kulturbürokratie erhebliches Aufsehen mit der Einladung an Tomáš Masaryk, zum Ende des Sommersemesters einen Vortrag in der Handelsschule zu halten.
Zur Ausübung einer Gastprofessur in den USA bestieg Bonn – gemeinsam mit seiner Frau – am 26. Juli 1914 das Passagierschiff George Washington. Während der Überfahrt begann mit der österreichischen Kriegserklärung an Serbien am 28. Juli 1914 der Erste Weltkrieg. Einen Tag nach der Ankunft in New York am 3. August 1914 befanden sich Deutschland und England im Kriegszustand. In dieser für das deutsch-englische Ehepaar prekären Situation hatte Bonn Gastprofessuren an der University of California (Wintersemester 1914/15), an der University of Wisconsin–Madison (Carl-Schurz-Lehrstuhl, Sommersemester 1915) und an der Cornell University (Jakob-Schiff-Lehrstuhl für deutsche Kultur, Wintersemester 1915/16) inne.
Im Frühjahr 1916 nahm Bonn in New York Kontakt zur Deutschen Botschaft auf, die Johann Heinrich Graf von Bernstorff leitete. Hier konnte Bonn eine Tätigkeit als Assistent für Währungs- und Devisenfragen in der Finanzabteilung des Geheimrates Heinrich Albert beginnen. Patricia Clavin schließt aus Hinweisen, dass er die amerikanische Öffentlichkeit davon zu überzeugen versuchte, dass Amerika nicht in den Krieg eingreifen sollte.
Nach dem Abbruch der diplomatischen Beziehungen zwischen den USA und Deutschland ging das Ehepaar Bonn am 14. Februar 1917 an Bord des dänischen Passagierschiffes Frederik VIII, um über Kopenhagen und dann weiter mit einer Fähre nach Warnemünde nach Deutschland zurückzukehren. Nach einer kurzen Tätigkeit in der Propagandaabteilung des Auswärtigen Amtes in Berlin konnte Bonn wieder die Leitung der Handelshochschule in München übernehmen.
An der Münchener Handelshochschule sorgte Bonn im August 1919 für die Berufung Carl Schmitts als Dozent. Diese Förderung der akademischen Laufbahn wiederholte Bonn im Jahr 1928 in Berlin. Hierzu schreibt Jens Hacke, dass der welterfahrene, kosmopolitische Bonn als Nachkomme einer jüdischen Bankiersfamilie mit seiner Affinität zum pragmatischen angelsächsischen Liberalismus einen Typus verkörpere, den Schmitt intellektuell zwar faszinierte, der ihm zugleich in seiner antiliberalen und antisemitischen Richtung verhasst war.
1919 war Bonn ein Mitglied der deutschen Delegation, die der amtierende Außenminister Ulrich Graf Brockdorff-Rantzau leitete und die den Friedensvertrag von Versailles aushandeln sollte.
Im Frühjahr 1920 erhielt Bonn von der Reichskanzlei die Ernennung zum Berater des Reichskanzlers Fehrenbach in Reparationsfragen. In dieser Eigenschaft nahm er im Juli 1920 an der Konferenz von Spa teil. Zur deutschen Delegation, die Walter Simons leitete, gehörte auch Hugo Stinnes, Bonns wirtschaftspolitischer Kontrahent. In seiner Autobiografie kommentiert Bonn sein eigenes Wirken mit dem Satz: Zwei Tage lang habe ich wirklich Geschichte machen helfen – was sich nie mehr wiederholte. Nach der Konferenz wurde Bonn Dozent an der Handelshochschule Berlin und Leiter des von ihm gegründeten Instituts für Finanzwesen. Im selben Jahr beteiligte er sich an der Gründung der Deutschen Hochschule für Politik.
1922 nahm Bonn als persönlicher Berater des Reichskanzlers Joseph Wirth an der Konferenz von Genua teil. Hier war er Mitglied der Finanzkommission, der auch Reichsbankpräsident Rudolf Havenstein angehörte. Im Jahr 1929 beriet Bonn als Sachverständiger den Reichsbankpräsidenten Hjalmar Schacht beim Young-Plan, der von einem Gremium internationaler Finanzexperten vom Februar bis Juni 1929 in Paris ausgehandelt wurde.
Von Sommer 1930 bis zum Frühjahr 1932 war Bonn in der sogenannten Golddelegation tätig, die der Völkerbund zur Untersuchung der Goldknappheit und deren Wirkung auf die Goldwährung eingesetzt hatte. Hierzu schreibt Bonn in seiner Autobiografie:
„Das Problem (der Kapitalflucht) war kein technisches – es war nicht die Folge von Fehlkonstruktionen im Mechanismus der Goldwährung −, sondern das Ergebnis unsicherer politischer und wirtschaftlicher Verhältnisse. Man kann kein Währungssystem konstruieren, das schweren politischen Stößen erfolgreich widerstehen und weitgehende wirtschaftliche Fehlkalkulationen überdauern kann.“
Nach seiner Wahl durch die Kollegenschaft konnte Bonn am 1. Oktober 1931 das Rektorat der Berliner Handelshochschule übernehmen. 1932 prägte er der Begriff „Dekolonisation“, dessen englische Übersetzung „decolonization“ im Britischen Weltreich und in den Vereinigten Staaten bald in Umlauf kam.
Bonn galt als einer der führenden Wirtschaftsfachleute der Weimarer Republik. Als solcher wurde er ein frühes Opfer der nationalsozialistischen Politik der Gleichschaltung und des Berufsbeamtengesetzes: Im April 1933 legte Bonn sein Rektorat der Berliner Handelshochschule nieder und ging in die Emigration. Seine Entlassung machte Schlagzeilen in der englischen und amerikanischen Presse, wie es ähnlich nur bei Albert Einstein der Fall war.
Von Berlin aus reiste Bonn zunächst nach Starnberg und besuchte seine Cousine Emma Bonn (* 1879; † 1942 im KZ Theresienstadt). Von dort reiste er nach Österreich. Im damaligen Dorf Parsch – heute ein Stadtteil von Salzburg – hatte das Ehepaar Bonn Anfang 1926 eine Villa erworben. Hier wohnten sie zunächst, um dann nach London zu ziehen. Bonn war regelmäßig an den Sommerschulen der Liberalen in Cambridge und Oxford beteiligt und ein bekanntes Mitglied des „Reform Club“, Herz des liberalen England. Er lehrte zwischen 1933 und 1938 an der London School of Economics.
Nach Ausbruch des Zweiten Weltkriegs 1939 reiste Bonn Ende Oktober in die USA und nach Kanada in der Absicht, innerhalb von drei Monaten ausstehende Vortragsverpflichtungen zu erfüllen. Entgegen seiner Planung blieb Bonn bis 1946 als Gastprofessor an diversen Universitäten. Zugleich soll es eine Mission im Dienste der englischen Diplomatie gewesen sein: Wegen seiner überall geschätzten Weltläufigkeit traute man ihm zu, als „agent of influence“ die Amerikaner davon zu überzeugen, an Englands Seite in den Zweiten Weltkrieg gegen Deutschland einzutreten. Denn Amerika war ihm wegen seiner zahlreichen Aufenthalte ebenfalls vertraut, zum Beispiel auch durch seinen Cousin Max Warburg. Das Publikum für seine inoffizielle Propagandatätigkeit fand er in Clubs wie Rotary International, in Kirchenversammlungen; außerdem schrieb er für eine Reihe von Zeitungen und Magazinen. Dabei drang er darauf, dass ein Unterschied zwischen Deutschland und dem NS-Regime und zwischen unbelehrbaren und belehrbaren Deutschen gemacht werde.

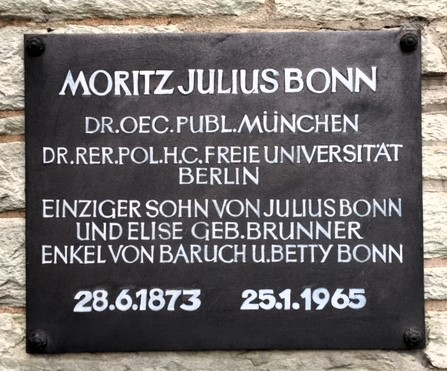
Hinter dieser Tafel befindet sich die Urne von Moritz Julius Bonn

Trotz seines Eingebundenseins in die angloamerikanische Welt fühlte Bonn sich im Exil, was sich darin ausdrückte, dass er sich als einen kosmopolitischen „wandernden Gelehrten“ ausgab, wie er es in einem Buch von 1948 ausdrückte: „Wandering Scholar“ (1948). Deutschland hatte er sich entfremdet: „The Germany of which I had been, I hope, not an unworthy part had irretrievably gone.“ Bis zu seinem Tode lebte Bonn in London. Testamentarisch ordnete er als Begräbnisort seiner Urne das Grundstück der Villa Bonn in Kronberg an. Die Urne wurde in die Wand der früheren Villa Bonn eingelassen und mit einer Tafel mit einem von Bonn selbst entworfenen Text verschlossen: „MORITZ JULIUS BONN DR.OEC.PUBL. MÜNCHEN DR.RER.POL.H.C. FREIE UNIVERSITÄT BERLIN. EINZIGER SOHN VON JULIUS BONN UND ELISE/GEB. BRUNNER. ENKEL VON BARUCH U. BETTY BONN. 28.6.1873 25.1.1865“.

## Position
Bonn hatte bis zu seiner Emigration im Jahr 1933 ein hohes internationales Renommee: Bonn war finanzpolitischer Berater vieler Reichsregierungen während der Weimarer Republik, und er vertrat Deutschland als Gesandter auf internationalen Konferenzen. Als Autor konnte er Leitartikel in der Frankfurter und Vossischen Zeitung sowie im Berliner Tageblatt platzieren. Nach eigenen Angaben kannte Bonn – mit Ausnahme Kurt von Schleichers – alle Kanzler der Weimarer Reichsregierungen. Ergänzend schreibt der Politikwissenschaftler Jens Hacke:
„Seine Memoiren und die weitgefächerte Korrespondenz mit Walther Rathenau, Rudolf Hilferding, Julius Curtius, Joseph Wirth, Hans Luther, Hjalmar Schacht, Heinrich Brüning, aber auch mit zahlreichen Staatssekretären und Ministerialbeamten in Reichskanzlei, Finanz- und Außenministerium dokumentieren die herausgehobene Stellung Bonns.“
Doch gelang es Bonn nicht, nach dem Ende des Zweiten Weltkrieges an sein Renommee aus der Zwischenkriegszeit anzuschließen. In seiner Analyse benennt Jens Hacke als Gründe das Fehlen eines wissenschaftlichen Grundlagenwerkes, den Verlust der Verbindungen zu Deutschland nach 1933 infolge der Emigration und – paradoxerweise – den von Bonn konsequent vertretenen Liberalismus.

## Mitgliedschaft
Moritz Julius Bonn war Mitglied der Deutschen Demokratischen Partei.

## Ehrungen
- 1953: Großes Verdienstkreuz der Bundesrepublik Deutschland mit Stern
- 1956: Ehrendoktorwürde der Freien Universität Berlin

## Schriften (Auswahl)

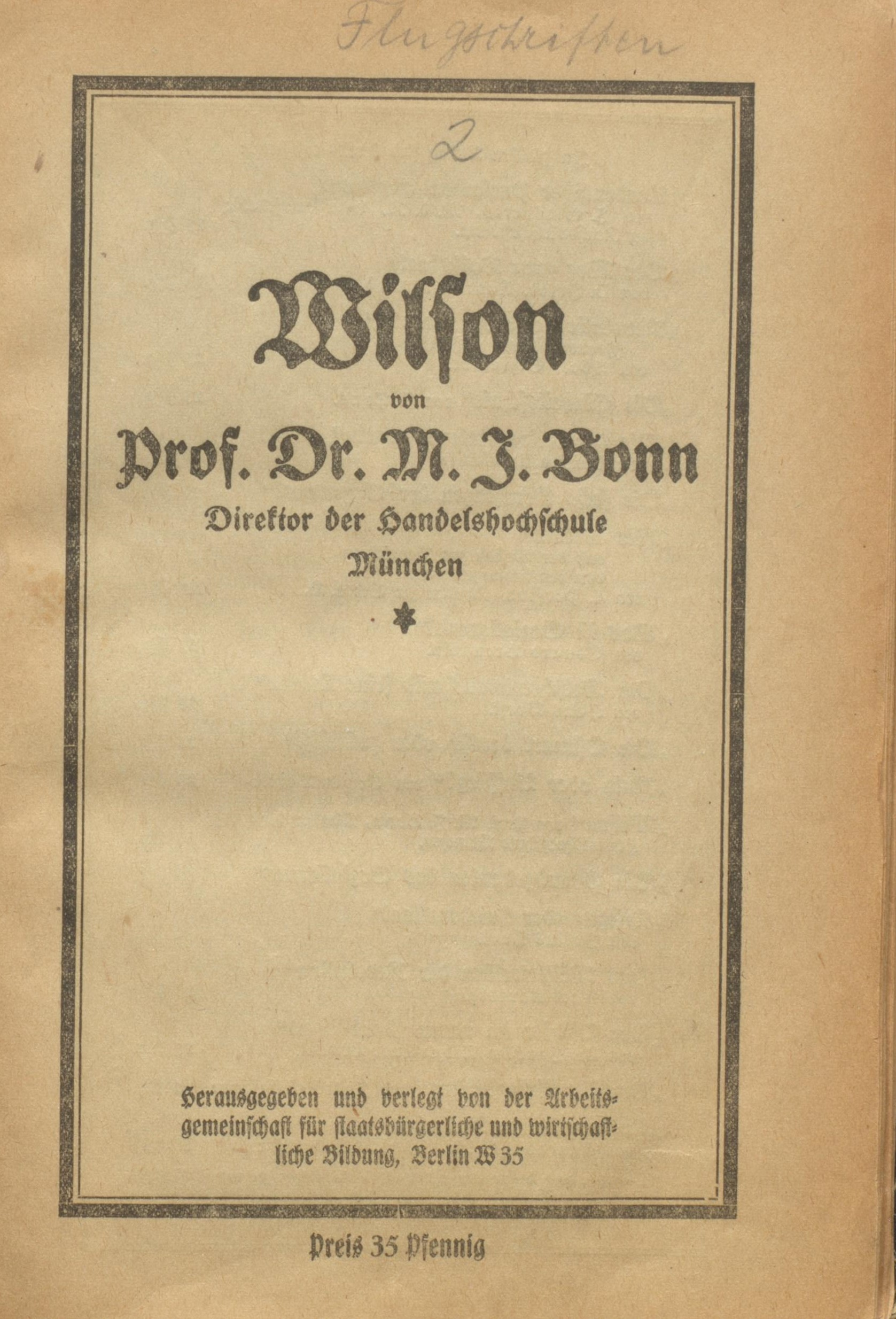
Wilson

- Spaniens Niedergang während der Preisrevolution des 16. Jahrhunderts. Ein induktiver Versuch zur Geschichte der Quantitätstheorie. Cotta, Stuttgart 1896.
- Die englische Kolonisation in Irland. Cotta, Stuttgart 1906.
- Die Eingeborenenpolitik im britischen Südafrika. Simion, Berlin 1908.
- Grundfragen der englischen Volkswirtschaft. Gemeinsam mit Rudolf Leonhard, Theodor Vogelstein u. Edgar Jaffé. Duncker & Humblot, München 1913.
- Amerika als Feind. Müller, München 1917.
- Was will Wilson? Broschüre, 1917.
- Irland und die irische Frage. Duncker & Humblot, München 1918.
- Wilson. Broschüre, Arbeitsgemeinschaft für staatsbürgerliche und wirtschaftliche Bildung, Berlin 1919.
- Gerechtigkeit. Reinhardt, München 1919.
- Herrschaftspolitik oder Handelspolitik? Duncker & Humblot, Berlin 1919.
- Die Auflösung des modernen Staats. Berlin 1921.
- Die Stabilisierung der Mark. Verlag für Politik und Wirtschaft, Berlin 1922.
- Amerika und sein Problem. Meyer u. Jessen, München 1925.
- Crisis of European Democracy. Yale University Press, New Haven 1925.
  - Deutsche Ausgabe: Die Krisis der europäischen Demokratie. Meyer & Jessen, München 1925.
  - Spanische Ausgabe: La crisis de la democracia europea. Madrid 1927.
- Das Schicksal des deutschen Kapitalismus. Fischer, Berlin 1926.
- Geld und Geist. Vom Wesen und Werden der amerikanischen Welt. Fischer, Berlin 1927.
- Befreiungspolitik oder Beleihungspolitik? Fischer, Berlin 1928.
- Der Neue Plan als Grundlage der deutschen Wirtschaftspolitik. Veröffentlichungen des Instituts für Finanzwesen an der Handelshochschule Berlin. Duncker & Humblot, München 1930.
- Die Kultur der Vereinigten Staaten von Amerika. Volksverband der Bücherfreunde. Wegweiser-Verlag, Berlin 1930.
- Prosperity. Wunderglaube und Wirklichkeit im amerikanischen Wirtschaftsleben. Berlin : S. Fischer, 1931
- Kapitalismus oder Feudalismus? Fischer, Berlin 1932.
- Währungsprojekte - und warum? Fischer, Berlin 1932.
- Wandering Scholar. Cohen & West, London 1949.
  - So macht man Geschichte. Bilanz eines Lebens. Autobiografie. List, München 1953.
  - So macht man Geschichte? Bilanz eines Lebens. Mit einem Nachwort von Jens Hacke. Europäische Verlagsanstalt, Hamburg 2023.
- Whither Europe - union or partnership? Cohen, London 1952.
- Zur Krise der Demokratie. Politische Schriften in der Weimarer Republik 1919–1932. Hrsg. von Jens Hacke. de Gruyter, Berlin/Boston 2015, ISBN 978-3-05-006259-4.